# Obadias' Bog
Obadias' bog med sine blot 21 vers er den korteste i Det Gamle Testamente. Bogen, der et profetisk skrift, er skrevet af profeten Obadias, som er den 4. af De tolv små profeter. Man mener, at bogen er fuldført omkring 607 f.Kr.
Obadias' syn drejer sig især om domsprofetier over det lille kongerige Edom.

## Budskabet
Bogen er skrevet kort efter en erobring af Jerusalem. Ved den benyttede edomittene anledningen til at berige sig selv ved at plyndre jødiske hjem. Desuden blev jødiske flygtninge taget til fange og udleveret til fjenden. Bogen er et anklageskrift mod Edom for det og er skrevet i en meget dramatisk tone.
Som straf for edomittenes handlinger under denne erobring profeterede Obadias, at Gud ville udslette Edom som nation, og at jøderne en dag skal få lov at vende tilbage til Jerusalem.

## Profeten
Vi ved meget lidt om Obadias. Bogen giver hverken oplysninger om hans familiebaggrund eller bosted. Navnet betyder «Herrens tjener» og var et meget brugt navn i datidens jødedom.  
Antikkens jødiske historieskriver Josefus hævder imidlertid, at Obadias var kong Akabs slotshøvding. Talmud hævder derimod at Obadias var en edomittisk proselyt.  Men begge oplysninger anses for lidet sandsynlige af mange forskere.

## Datering af bogen
Man ved ikke med sikkerhed om og i givet fald, hvornår Obadias levede. Man kender til to erobringer af Jerusalem, som kan passe med profetien, og de kan hjælpe til at datere bogen:
Den første erobring skete ved arabere og filistere under Kong Jorams regeringstid ca. 850 f.Kr. Hvis denne datering er korrekt, er Obadias den ældste af de profetiske bøger i Det gamle testamente. Imidlertid er det kun et mindretal af forskere som støtter den tidlige datering.
Den anden erobring, som kan passe med bogens indhold, skete ved babylonerne i 587 f.Kr. Bogens indhold har mange lighedstræk med profeten Jeremias' domsord over Edom.  Det bruges ofte som argument for, at det er den samme hændelse som beskrives af de to profeter. Bogen er i så fald skrevet i 500-tallet f.Kr.